# روغن گل‌سرخ

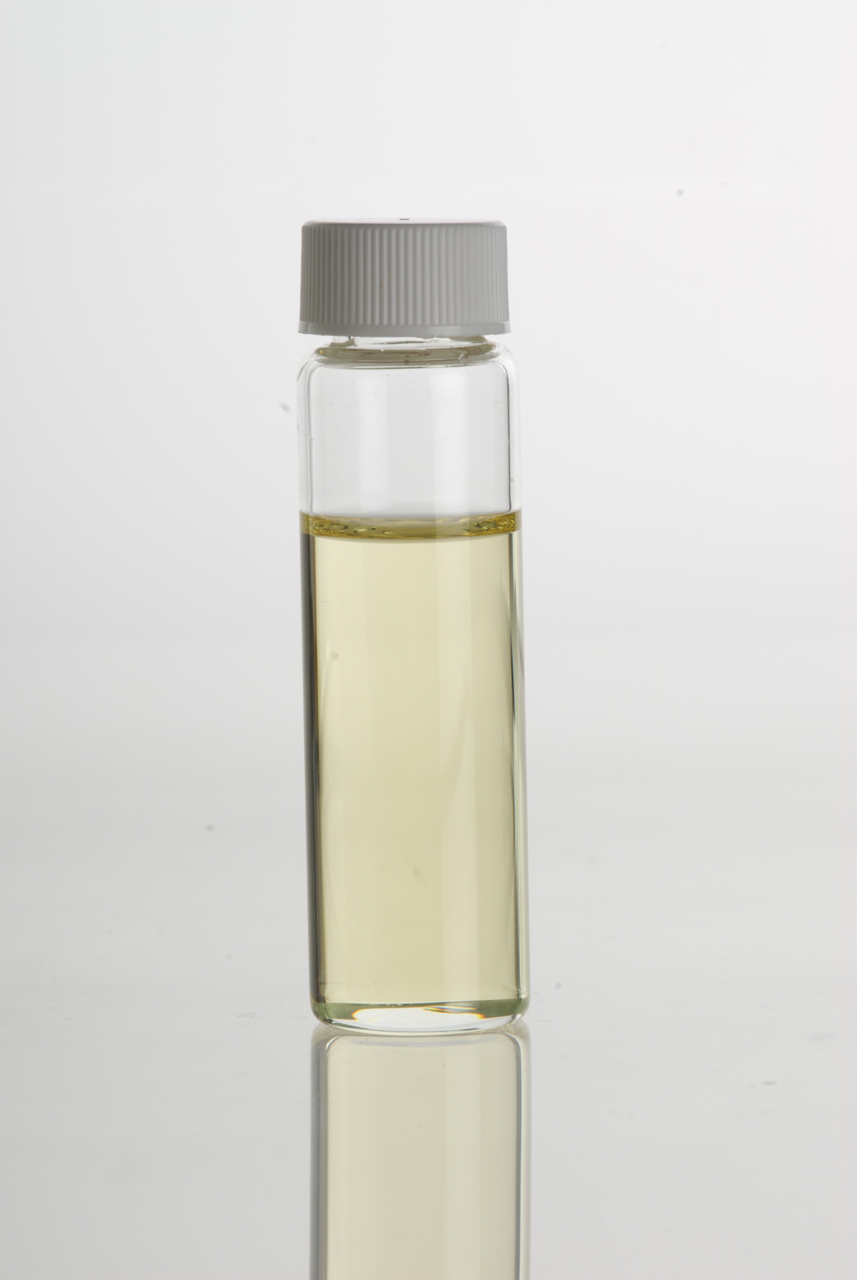
روغن گل‌سرخ اسانس رزی که از گل‌گلاب گرفته شده‌است.

روغن گل‌سرخ یا اسانس رز (به انگلیسی: Rose oil) یا (به انگلیسی: rose otto) به اسانسی گفته می‌شود که از گلبرگ‌های رز استخراج می‌شود. این اسانس از تقطیر جزء به جزء گلبرگ‌های رز به دست می‌آید و مصرف اصلی آن در صنعت عطرسازی است. 
دو گونه رز برای تهیهٔ روغن گل‌سرخ کاشت می‌شوند:
- گل محمدی که به‌طور عمده در کشورهای بلغارستان، ترکیه، روسیه، پاکستان، هند، ازبکستان، ایران و جمهوری خلق چین کاشت می‌شود.
- رز سنتیفولیا یا رز کلمی که بیشتر در کشورهای مراکش، فرانسه و مصر کاشت می‌شود.